# Arson Anthem
Arson Anthem is een Amerikaanse hardcore punk-superband uit New Orleans, Louisiana, geformeerd in 2006.

## Bezetting
Huidige bezetting
- Mike Williams[2] (zang)
- Collin Yeo[3] (e-basgitaar)
- Hank Williams III (drums)
- Phil Anselmo (e-gitaar)

## Geschiedenis
Nadat hij al zijn eigendommen had verloren door de orkaan Katrina, verhuisde Mike Williams naar het gastenappartement van Phil Anselmo. Hierdoor leerden beiden elkaar beter kennen en repeteerden al snel de eerste nummers met toevoeging van Hank Williams III en Collin Yeo. Hank Williams III en Anselmo kenden elkaar al door hun eerdere gezamenlijke werk in het Superjoint Ritual, dat toen al ontbonden was. Vervolgens formeerden ze in 2006 Arson Anthem. De artiesten werkten eerder aan projecten als Pantera, Down, Assjack en EyeHateGod. De titelloze ep van de band verscheen bij Housecore Records, het label dat Anselmo had opgericht en zou ook de eerste publicatie van het label zijn. De plaat bevatte acht nummers en werd uitgebracht in 2008. Mike Williams nam de zang over, Yeo de basgitaar, Hank Williams III de drums en Anselmo de elektrische gitaar. In oktober 2010 volgde het debuutalbum Insecurity Notoriety bij hetzelfde label. De plaat werd in 2011 opnieuw uitgebracht bij Hammerheart Records, met de ep uit 2008 als bonus.

### Stijl
Volgens de bandbiografie op musicemissions.com heeft de band zich georiënteerd op bands als Negative Approach, Poison Idea, Hellhammer, Discharge en Void. Volgens Chris True van Allmusic richtte Anselmo de band op om pure hardcore punk te spelen. Hij hoorde echter ook een duidelijke invloed van sludge metal. Volgens Dirk Konz van metalnews.de heeft Insecurity Notoriety niet veel met sludge te maken. Veel meer is gewijd aan klassieke hardcore punk uit de jaren 1980, waarbij de nummers onder de twee minuten blijven, zoals gebruikelijk voor het genre. De nummers zijn zo agressief dat ze aan de grindcore grenzen. Daarnaast kunnen sommige nummers ook worden toegewezen aan de noisecore en de crustcore. Met de schreeuwerige zang ligt een vergelijking met de band Dead Fucking Last voor de hand. Bovendien kun je overeenkomsten met Superjoint Ritual en EyeHateGod niet ontkennen, aangezien je in de songs zelfhaat, nihilisme, dissonantie, misantropie, systeemkritiek, zielangst en zwarte schilderkunst hoort, die anders alleen typerend is voor ruwe crustbands. Konz heeft het album aanbevolen aan fans van Black Flag, Unsane, Poison Idea, Today Is the Day, Germs, Discharge, evenals crustcore en/of D-Beat. Volgens Wolf-Rüdiger Mühlmann van Rock Hard is de band toegewijd aan punk, crustcore, thrash metal en hardcore punk en noemde hij bands als Cryptic Slaughter, Negative Approach, Discharge, Dayglo Abortions en Old Poison Idea als vergelijking. Keith Carman van exclaim.ca wees de muziek op Insecurity Notoriety toe aan hardcore punk en beschreef de muziek als een mix van de mooie bedoelingen van Discharge, de strijdlustige show van Black Flag en de beladen vitaliteit van Bad Brains.

## Discografie
- 2008: Arson Anthem (ep, Housecore Records)
- 2010: Insecurity Notoriety (album, Housecore Records)